# Arisaema maximowiczii
Arisaema maximowiczii är en kallaväxtart som först beskrevs av Adolf Engler, och fick sitt nu gällande namn av Takenoshin Nakai. Arisaema maximowiczii ingår i släktet Arisaema och familjen kallaväxter.

## Underarter
Arten delas in i följande underarter:
- A. m. maximowiczii
- A. m. tashiroi